# Bartolomeo di Simeri
Bartolomeo di Simeri, al secolo, Basilio, detto anche Trigono (Simeri, 1050 circa – Rossano, 19 agosto 1130), è stato un monaco cristiano e presbitero italiano.

## Biografia
Egli ancora molto giovane si diede al romitaggio, seguendo prima l'eremita Cirillo e poi installandosi in solitudine sul Trigono (di qui l'appellativo attribuitogli), uno dei monti della Sila. Dopo alcuni anni di solitudine, la sua fama di santità si diffuse e fu convinto a tornare nel mondo civile per realizzare un'importante opera: la erezione di un monastero, detto poi del Patirion, ed una chiesa, intitolata a Santa Maria Odigitria, in una località fra i paesi calabri di Rossano e Corigliano. In questo sforzo fu sostenuto da Cristodulo, dignitario (admiratus) del re normanno Ruggero II di Sicilia, e dalla madre di quest'ultimo, Adelasia del Vasto. Con la fondazione di questo convento, del quale divenne igumeno (abate). Venuto in conflitto con l'arcivescovo di Rossano che intendeva imporre la propria autorità sul convento, nel 1105 Bartolomeo si recò a Roma ove ottenne da papa Pasquale II l'autonomia del convento, che da allora sarebbe dipeso direttamente dalla Santa Sede. Recatosi a Costantinopoli per trovare arredi e immagini che potessero abbellire la chiesa del convento, fu ricevuto con tutti gli onori dall'imperatore Alessio I Comneno e dall'imperatrice consorte Irene, dai quali ricevette numerosi doni. Mentre si trovava nella capitale bizantina a Bartolomeo fu richiesto di recarsi sul Monte Athos per ripristinare la disciplina nel Monastero di San Basilio il Grande, cosa che egli fece con successo.
L'invidia per i suoi successi spinse alcuni detrattori ad accusarlo di aver arricchito i propri parenti con donazioni destinate al monastero da lui fondato. Portato a Messina, fu processato e condannato al rogo. Narrano gli agiografi che gli fu consentito, prima dell'esecuzione, di celebrare ancora una volta la S. Messa dinnanzi alla corte. Durante la Consacrazione una colonna di fuoco che si innalzò dinnanzi a lui fino al cielo avrebbe convinto gli astanti, tra i quali lo stesso re Ruggero, che Bartolomeo era innocente della accuse mossegli, e a chiedergli perdono. Per volere di Ruggero II, Bartolomeo predispose dal 1121 la fondazione dell'archimandritato del Santissimo Salvatore, che fu completato nel 1132 dal suo successore Luca, mentre egli rientrò già nel 1128 nel suo monastero calabro ove morì il 19 agosto 1130.
Possediamo una prezioso bios greco di Bartolomeo di Simeri, contenuto nel Codex Messanensis Graecus 29, che costituisce il secondo volume di un grande menologio scritto agli inizi del XIV secolo per uso del monastero di San Salvatore di Messina. L'autore del bios è probabilmente un monaco greco discepolo di Bartolomeo, il quale ha composto verosimilmente l'opera nel ventennio successivo (prima del 1149) la morte del santo«L'editio princeps del bìos (BHG 235), a cura del bollandista Jean Stiltinck (Joannes Stiltingus) [si trova] in AA. SS. Sept., VIII, Appendix ad diem XIX Augusti, Antverpiae, 1762, pp. 801–826, esattamente p. 823C, cap. IV, par. 32 (...). Il bìos era in precedenza apparso, nella traduzione latina del gesuita mazarese Agostino Fiorito, nel secondo tomo, pp. 136–144, delle monumentali Vitae Sanctorum Siculorum raccolte dal dotto gesuita siracusano Ottavio Gaetani e pubblicate postume a Palermo, nel 1657 apud Cirillos, a cura del gesuita palermitano Pietro Salerno.»